# 고관절 이형성증
고관절 이형성증(股關節異形性症, hip dysplasia)은 고관절의 선천성, 발달성 형성 이상증이다. 노년 보다 어린이에게는 증상이 없는 것이 보통이다.
유아의 경우 이 질병 진단을 위해 신체검사를 거치는 것이 권장된다. 고관절 치환의 약 7.5%가 고관절 이형성에서 비롯된 문제를 치료하기 위해 수행된다.

## 증상
고관절 이형성증은 증상이 거의 없는 것에서 심각한 이형성에 이르기까지 범위가 다양할 수 있다. 선천적 형태인 기형이나 축소되지 않는 탈구는 더 복잡한 질병의 일부로서 발생한다.
질병은 양쪽 모두에 발생할 수 있고 한 쪽에만 발생할 수도 있다.

## 병인
고관절 이형성증은 다인성 질병으로 간주된다. 즉, 여러 요소가 동반되어 질병을 일으킨다는 의미이다. 이에 대한 구체적 병인은 알려져 있지 않으나 거대아나 둔위에 위치한 태아에게서 발생하는 것이 일반적이다.

### 선천성
일부 연구에 따르면 호르몬적 연결을 주장한다. 즉, 호르몬 릴렉신으로 지적된다.

### 후천성
후천성 질병일 경우 유아의 강보(swaddling), 또는 아기의 자리나 이동에 과도하게 제한을 받는 것 등과 종종 관련된다.

## 같이 보기
- 개 고관절 이형성증(영어판) - 개와 관련된 고관절 이형성증